# پالی
شهر پالی (به انگلیسی: Pali) با جمعیت ۲۳۴٬۵۸۵ نفر در ایالت راجستان در کشور هند واقع شده‌است.